# Musée de la nature morte

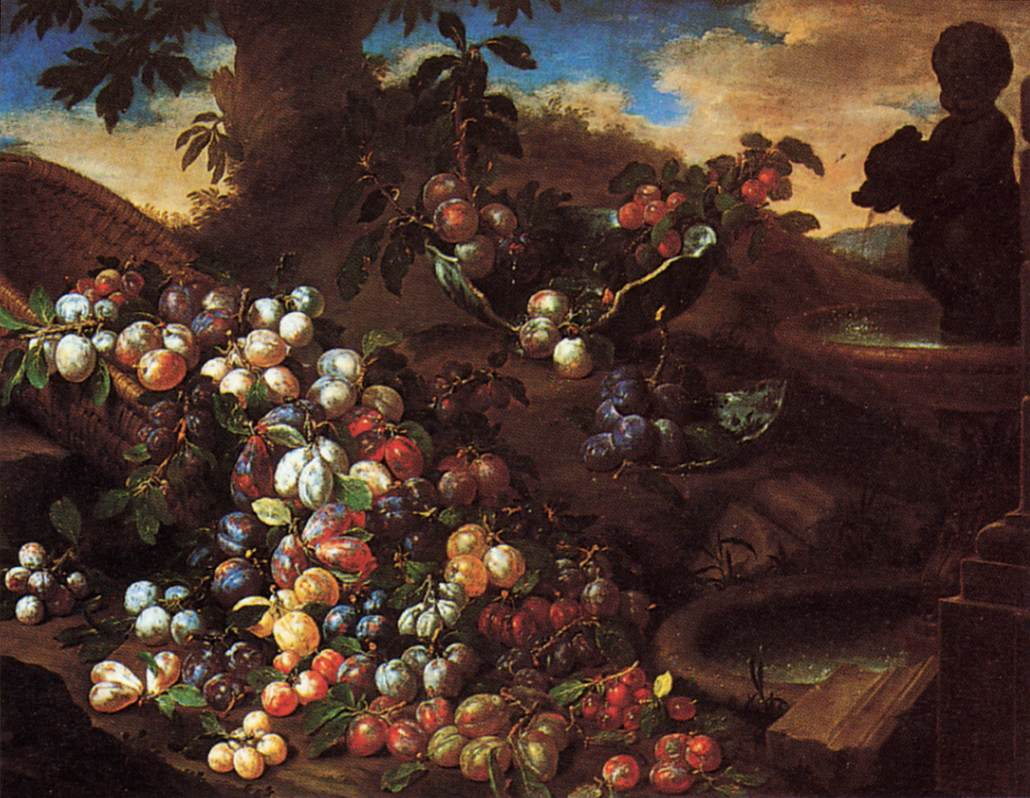
Bartolomeo Bimbi, Susine (Les prunes), 1699.

Le musée de la nature morte (en italien : Museo della natura morta) est un musée consacré au genre pictural de la nature morte, situé à Poggio a Caiano, dans la province de Prato, en région Toscane. 

## Historique
La réalisation du musée débute dans les années 1930, et c'est seulement en 1990, sur la base d'un projet conçu par Marco Chiarini, que sont aménagées — dans la villa médicéenne de Poggio a Caiano — deux salles avec les célèbres « échantillons pomologiques » de Bartolomeo Bimbi. Dès lors, se succèdent expositions et publications qui fournissent de solides bases scientifiques à la création du futur musée. Enfin, en 2002, avec l'intégration de la villa médicéenne de Poggio a Caiano dans le Polo Museale Fiorentino, il prend définitivement forme au deuxième et dernier étage de la villa. Et avec la participation financière de la commune de Poggio a Caiano et de la province de Prato, le musée est inauguré en 2007.

## Le musée
Le musée de la nature morte est aménagé en 16 salles où sont exposées en permanence environ 200 peintures provenant de la plus importante collection de ce genre en Europe, rassemblée avec passion par plusieurs générations de grands-ducs de Toscane entre le tard Cinquecento et la moitié du Settecento : elle comprend des œuvres d'artistes italiens, flamands et hollandais. Conservée principalement jusqu'alors dans les dépôts des Offices et du palais Pitti, la grande partie de cette collection est pour la première fois présentée au public.

### La collection
Les peintures représentent des objets inanimés caractéristiques du genre « nature morte » tels des fleurs, fruits, objets, outils, gibiers, poissons, oiseaux. 
Certains tableaux décrivent des variétés botaniques et sont conçus à des fins scientifiques. Ce genre de peinture particulièrement populaire à la cour des derniers Médicis, appelé « nature vivante », est présent en particulier dans les œuvres du peintre Bartolomeo Bimbi, dans lesquelles il est possible d'y retrouver les traces d'une exceptionnelle « biodiversité » de la Toscane de jadis : ses toiles révèlent des exemples de la faune d'autrefois mais surtout des végétaux de divers genres (fleurs, agrumes, raisins, etc.) et cataloguent avec minutie les plus diverses variétés alors cultivées en reproduisant avec précision même les défauts dus aux maladies et aux parasites. 
Les peintures de Bimbi ainsi que celles des autres peintres de cette période sont, en fait, l'objet de recherches historico-botaniques par le Conseil national de la recherche et de diverses universités qui souhaitent sauvegarder des espèces menacées d'extinction ou de récupérer des variétés horticoles disparues.
D'autres artistes importants sont également présents dans le musée comme Bartolomeo Ligozzi, Andrea Scacciati, Jan Brueghel l'Ancien, Mario Nuzzi, Otto Marseus van Schrieck, Giovanna Garzoni, Margherita Caffi, etc.